# Виділяння ознак
В машинному навчанні, розпізнаванні образів та в обробці зображень виділя́ння озна́к (англ. feature extraction) починається з первинного набору даних вимірювань, і будує похідні значення (ознаки), покликані бути інформативними та ненадлишковими, полегшувати наступні кроки навчання та узагальнення, і в деяких випадках вести до кращих тлумачень людьми. Виділяння ознак пов'язане зі зниженням розмірності.
Коли вхідні дані алгоритму є занадто великими, щоби їх можливо було обробити, і підозрюються на надлишковість (наприклад, одні й ті самі вимірювання як у метрах, так і в футах, або повторюваності в зображеннях, представлених пікселями), тоді їх може бути перетворено на скорочений набір ознак (що також називають вектором ознак). Визначення підмножини початкових ознак називають обиранням ознак. Очікується, що обрані ознаки містять доречну інформацію з вхідних даних, так що бажане завдання може бути виконано із застосуванням цього скороченого представлення замість повних первинних даних.

## Загальне
Виділяння ознак включає зниження числа ресурсів, необхідних для опису великого набору даних. При виконанні аналізу складних даних одна з головних проблем випливає з кількості залучених змінних. Аналіз із великою кількістю змінних в загальному випадку вимагає великої кількості пам'яті та обчислювальних потужностей, а також він може спричинювати перенавчання алгоритмів класифікації тренувальних зразків, і поганого узагальнювання на нові зразки. Виділяння ознак є загальним терміном для позначення методів побудови таких поєднань змінних, щоби обходити ці проблеми, зберігаючи достатню точність опису даних. Багато практиків машинного навчання вважають, що належно оптимізоване виділяння ознак є запорукою ефективної побудови моделі.
Результати може бути покращено шляхом застосування сконструйованих наборів залежних від конкретного застосування ознак, що зазвичай будує експерт. Один з таких процесів називають конструюванням ознак. Або ж застосовують загальні методики зниження розмірності, такі як:
- Метод незалежних компонент[en]
- Ізовідображення[en]
- Ядровий МГК[en]
- Приховано-семантичний аналіз
- Частинні найменші квадрати[en]
- Метод головних компонент
- Зниження багаточинникової розмірності[en]
- Нелінійне зниження розмірності[en]
- Полілінійний метод головних компонент[en]
- Навчання полілінійного підпростору[en]
- Напіввизначене вкладення[en]
- Автокодувальник

## Обробка зображень
Однією з дуже важливих областей застосування є обробка зображень, у якій застосовують алгоритми для виявляння та виокремлювання різних бажаних частин або фігур (ознак) оцифрованого зображення або потоку відео. Це особливо важливо в області оптичного розпізнавання символів.

### Низькорівнева
- Виявляння контурів
- Виявляння кутів
- Виявляння плям
- Виявляння хребтів
- Масштабоінваріантне ознакове перетворення

#### Кривина
- Напрямок контурів, зміна яскравості, самокореляція.

#### Рух зображення
- Виявляння руху. На основі областей, різничний підхід. Оптичний потік.

### На основі фігур
- Порогова класифікація
- Виділяння плям[en]
- Порівнювання з шаблоном[en]
- Перетворення Гафа
  - Прямих
  - Кіл/еліпсів
  - Довільних форм (узагальнене перетворення Хафа)
  - Працює з будь-якою ознакою, яку можливо параметризувати (змінні класу, виявлення кластерів тощо)
- Узагальнене перетворення Гафа

### Гнучкі методи
- Параметризовані фігури, що піддаються деформації
- Активні контури (змії)

## Виділяння ознак у програмному забезпеченні
Багато програмних пакетів аналізу даних забезпечують виявляння ознак та зниження розмірності. Поширені середовища чисельного програмування, такі як MATLAB, SciLab, NumPy та мова програмування R, забезпечують деякі з простіших методик виявляння ознак (наприклад, метод головних компонент) через вбудовані команди. Більш специфічні алгоритми є часто доступними як загальнодоступні сценарії або додатки від третіх сторін. Існують також програмні пакети, націлені на конкретні програмні застосування машинного навчання, що спеціалізуються на виділянні ознак.